# Michael Steinberg (Musikkritiker)
Carl Michael Alfred Steinberg (geboren 4. Oktober 1928 in Breslau; gestorben 26. Juli 2009 in Edina (Minnesota)) war ein deutsch-amerikanischer Musikkritiker.

## Leben
Michael Steinberg war der zweite Sohn des Arztes Siegfried Steinberg (1876–1938) und der Kunstkritikerin Margarethe Cohn (1884–1977). Sein 1913 geborener Bruder Frank wurde Arzt und emigrierte 1938 in die USA. Steinberg wurde im Mai 1939 mit einem Kindertransport vor der deutschen Judenverfolgung nach England in Sicherheit gebracht, seiner Mutter gelang ebenfalls die Flucht nach England. 1943 emigrierten die beiden in die USA, wo seine Mutter als Journalistin arbeitete.
Steinberg studierte Musikwissenschaft bei Oliver Strunk, Alfred Einstein, Edward T. Cone und Milton Babbitt an der Princeton University und ging danach für zwei Jahre mit einem Fulbright-Stipendium nach Italien. Er erhielt 1950 die US-amerikanische Staatsbürgerschaft. 1953 heiratete er die Künstlerin Jane Bonacker, sie hatten zwei Söhne, der 1959 geborene Kontrabassist Sebastian Steinberg war Mitglied der Gruppe Soul Coughing. In zweiter Ehe war er mit der Violinistin Jorja Fleezanis verheiratet.
Steinberg lehrte von 1954 bis 1964 Musikgeschichte an der Manhattan School of Music sowie auch an anderen Colleges der Ostküste. Steinberg leistete 1955 bis 1957 seinen Wehrdienst bei der US Army, die ihn in Deutschland einsetzte. 1964 wurde er Musikkritiker für den Boston Globe. Ab 1976 arbeitete er für das Boston Symphony Orchestra und schrieb deren Programmhefte. 1979 wechselte er als künstlerischer Berater zum San Francisco Symphony Orchestra. In den 1990er Jahren war er Berater des Minnesota Orchestra.
Er verfasste Beiträge für das New Grove Dictionary of Music and Musicians, CD-Booklets, Kritiken und Bücher.

## Schriften (Auswahl)
- The Symphony: A Listener's Guide. Oxford: Oxford University Press, 1995 ISBN 0-19-506177-2
- The Concerto: A Listener's Guide. Oxford: Oxford University Press, 1998 ISBN 0-19-510330-0
- Choral Masterworks: A Listener's Guide. Oxford: Oxford University Press, 2005 ISBN 0-19-802921-7